# Reason to Live
«Reason to Live» — песня группы Kiss с их студийного альбома 1987 года Crazy Nights.

## История создания
Пол Стенли написал эту песню с Дезмондом Чайлдом. Он сам же и исполняет на ней лид-вокал. Бретт Вайсс в своей «Энциклопедии KISS» отмечает, как уверенно и убеждённо Стенли её поёт.

## Музыкальный жанр и приём публики
Как отмечает «Энциклопедия КISS», альбом Crazy Nights «с его поп стилистикой» был просто «создан для радио». Автор энциклопедии называет песню «Reason to Live» «фантастической пауэр-балладой» и считает, что она заслуживала того, чтобы стать большим хитом. Но этого не произошло. В США она достигла лишь 64 места (в чарте Billboard Hot 100), а в Великобритании 33-го (в чарте UK Singles Chart).
Автор всё той же «Энциклопедии KISS» добавляет:
«Reason to Live» — это песня, которая может понравиться каждому, даже тем, кому не по душе большая часть репертуара KISS. Она не так сильна, как «I Still Love You» (очень немногие баллады могут сравниться), но она на уровне с «Forever».